# Krzysztof Abramski
Krzysztof Marek Abramski (ur. 1948 r. w Janowie Podlaskim) – polski inżynier elektroniki, profesor nauk technicznych, specjalizujący się w elektronice kwantowej, optoelektronice, optokomunikacji oraz technice laserowej; nauczyciel akademicki związany z Politechniką Wrocławską. Kierownik Katedry Teorii Pola, Układów Elektronicznych i Optoelektroniki na Wydziale Elektroniki Politechniki Wrocławskiej.

## Życiorys
Urodził się w 1948 r. w Janowie Podlaskim, gdzie spędził swoje dzieciństwo i wczesną młodość. Po ukończeniu szkoły średniej i zdaniu egzaminu maturalnego w 1967 roku, podjął studia na Wydziale Elektroniki Politechniki Wrocławskiej, które ukończył w 1971 roku, zdobywając dyplomy magistra inżyniera. Następnie został zatrudniony na macierzystej uczelni, uzyskując tam kolejno tytuły naukowe: doktora w 1979 roku oraz doktora habilitowanego w 1993 roku na podstawie rozprawy pt. Metody analizy, kontroli i synchronizacji częstotliwości promieniowania laserów gazowych. W 1997 roku objął stanowisko profesora nadzwyczajnego na Politechnice Wrocławskiej, a w 2001 roku profesora zwyczajnego. W tym samym roku został kierownikiem Zakładu Teorii Pola i Elektroniki Kwantowej w Instytucie Telekomunikacji i Akustyki Politechniki Wrocławskiej. Rok później Prezydent RP Aleksander Kwaśniewski nadał mu tytuł profesora nauk technicznych.
Wielokrotnie przebywał na stażach i stypendiach naukowych za granicą, w tym m.in. w: Twente University of Technology, Hull University, Heriot-Watt University. Jego badania naukowe dotyczą problematyki laserów – kontroli częstotliwości i modulacji promieniowania laserowego, optoelektroniki i techniki światłowodowej, optokomunikacji. Jest członkiem Komitetu Elektroniki i Telekomunikacji Polskiej Akademii Nauk. W swoim dorobku naukowym ma ponad 90 publikacji z tzw. listy filadelfijskiej cytowanych ponad 850 razy.
W 2014 roku Minister Nauki i Szkolnictwa Wyższego nagrodziła zespół kierowany przez prof. Abramskiego nagrodą za wybitne osiągnięcia naukowe w kategorii badań podstawowych.
W 2025 roku Politechnika Wrocławska nadała mu w trybie konkursowym status "Professor Magnus".